# Acetonitrilo
El acetonitrilo es el compuesto químico con fórmula CH3CN. Este líquido incoloro es el nitrilo orgánico más simple. Se produce principalmente como un subproducto de la fabricación del acrilonitrilo. Se utiliza como disolvente polar aprótico (tipo de disolvente que no dan ni aceptan protones) en la purificación del butadieno. En el laboratorio, se utiliza como disolvente de polaridad media que sea miscible con agua y tenga una gama líquida conveniente. Con un momento de dipolo de 3.84 D, el acetonitrilo disuelve una amplia gama de compuestos iónicos y no polares y es útil como fase móvil en HPLC.

## Producción
El acetonitrilo es un subproducto de la fabricación de acrilonitrilo. Las tendencias en la producción del acetonitrilo generalmente siguen las del acrilonitrilo. El acetonitrilo se puede producir también por muchos otros métodos, pero éstos no son de importancia comercial a fecha 2002. Las rutas ilustrativas son por la deshidratación de la acetamida o por la hidrogenación de mezclas de monóxido de carbono y de amoníaco. Los cinco productores principales del acetonitrilo en el mundo son: INEOS, DuPont, Carlo Erba Reagents, Panreac, and J.T. Baker Chemical. En 1992, 32.3 millones de libras (14.700 t) de acetonitrilo fueron producidas en los EE. UU.

### Escasez de Acetonitrilo en 2008-2009
Comenzó en octubre de 2008, la fuente mundial de acetonitrilo era baja porque la producción china fue cerrada para las Olimpiadas. Además, una fábrica de los EE. UU. se estropeó en Tejas durante el huracán Ike. Debido a la crisis económica global, la producción de acrilonitrilo, que se utiliza en fibras de acrílico y acrilo-nitrilo-butadieno-estireno (ABS), las resinas también disminuyeron. El acetonitrilo es un subproducto en la producción de acrilonitrilo, por lo que su producción también ha disminuido. La escasez global de acetonitrilo continuó siendo intensa a principios de 2009.

## Aplicaciones
El acetonitrilo se utiliza principalmente como disolvente en la purificación del butadieno en refinerías.
Es ampliamente utilizado en aplicaciones de baterías debido a su constante dieléctrica relativamente alta y a su capacidad de disolver los electrólitos. Por razones similares es un disolvente popular en voltametría cíclica. Su viscosidad baja y reactividad química baja le hacen popular para la cromatografía líquida. El acetonitrilo desempeña un papel significativo como el disolvente dominante usado en la fabricación de oligonucleotidos de los monómeros de ADN. Industrialmente, se utiliza como disolvente para la fabricación de productos farmacéuticos y de película fotográfica.

### Síntesis orgánica
El acetonitrilo es un bloque de construcción común de dos carbonos en la síntesis orgánica como en la producción de pesticidas a los perfumes. Su reacción con el cloruro de cianógeno produce malononitrilo.

### Ligando en coordinación química
En química inorgánica, el acetonitrilo se emplea como un disolvente y, a menudo, un ligando fácilmente desplazable. Por ejemplo, PdCl2 (CH3CN)2 es preparado calentando una suspensión del cloruro de paladio (polimérico) en acetonitrilo:
PdCl2  +  2 CH3CN   →   PdCl2(CH3CN)2
Los grupos de CH3CN experimentan la dislocación rápida por muchos otros ligandos.

## Seguridad

### Toxicidad
El acetonitrilo solamente tiene una modesta toxicidad, pero puede ser metabolizado para producir el cianuro de hidrógeno (véase abajo), que es la fuente de los efectos tóxicos observados. Los casos de envenenamiento por acetonitrilo en seres humanos (o, para ser más específico, del envenenamiento por cianuro después de la exposición al acetonitrilo) son raros pero no desconocidos, por la inhalación, la ingestión y (posiblemente) por la absorción de la piel. Los síntomas, que, generalmente, no aparecen hasta varias horas después de la exposición, incluyen dificultades de respiración, pulso lento, náuseas, y vómitos: Las convulsiones y el coma pueden ocurrir en casos serios, seguidos de muerte por fallo respiratorio. El tratamiento en cuanto al envenenamiento por cianuro es con oxígeno, nitrito de sodio, y tiosulfato de sodio entre los remedios de uso general.
Se ha utilizado en las formulaciones para el quitaesmalte, a pesar de su baja pero significativa toxicidad. La acetona y el acetato de etilo a menudo se prefieren por ser más seguros para el uso doméstico, y el acetonitrilo ha sido prohibido en productos cosméticos en el área económica europea desde marzo del 2000.

### Metabolismo y excreción
| Compuesto | Concentración de cianuro en el cerebro (µg/kg) | LD50 Oral (mg/kg) |
| --- | ---------------------------------------------- | ----------------- |
| Acetonitrilo | 28±5                                           | 2460              |
| Propionitrilo | 508±84                                         | 40                |
| Butironitrilo | 437±106                                        | 50                |
| Malononitrilo | 649±209                                        | 60                |
| Acrilonitrilo | 395±106                                        | 90                |
| Cianuro de potasio | 748±200                                        | 10                |
| Concentraciones iónicas del cianuro medidas en los cerebros de las ratas de Sprague-Dawley una hora después de la administración oral de un LD50 de varios nitrilos. |                                                |                   |

En común con otros nitrilos, el acetonitrilo se puede metabolizar en microsomas, especialmente en el hígado, para producir el cianuro de hidrógeno, como fue domostrado por primera vez por Pozzani y otros en 1959. El primer paso en este camino es la oxidación de acetonitrilo a gliconitrilo por un monooxigenasa NADPH-dependiente del citocromo P450. El gliconitrilo experimenta una descondensación espontánea para dar cianuro de hidrógeno y formaldehído.
El metabolismo del acetonitrilo es mucho más lento que el de otros nitrilos, que explica su toxicidad relativamente baja. Por lo tanto, una hora después de la administración de una dosis potencialmente mortal, la concentración de cianuro en el cerebro de la rata era una vigésima parte que una dosis de propionitrilo 60 veces más baja (véase la tabla).
El metabolismo relativamente lento del acetonitrilo al cianuro de hidrógeno permite que el cianuro producido pueda ser desintoxicado dentro del cuerpo pasándolo al tiocianato (el camino rhodanese). También permite que el acetonitrilo sea excretado antes de que se metabolice. Los caminos principales de la excreción son por exhalación y por orina.